# 奥古斯特·维尔纳
奥古斯特·维尔纳（August Werner，1896 年 3 月 6 日 - 1968 年 10 月 20 日）是一名德国国际足球运动员。 